# 武寧県
武寧県（ぶねい-けん）は中華人民共和国江西省九江市に位置する県。

## 行政区画
- 街道:豫寧街道
- 鎮:新寧鎮、泉口鎮、魯渓鎮、船灘鎮、澧渓鎮、羅坪鎮、石門楼鎮、宋渓鎮
- 郷:大洞郷、横路郷、官蓮郷、巾口郷、東林郷、上湯郷、甫田郷、清江郷、石渡郷、楊洲郷、羅渓郷

## 交通

### 道路
- 高速道路
  - 大広高速道路
  - 永武高速道路
- 国道
  - G316国道